# Тревор Кідд
Тревор Родні Кідд (англ. Trevor Rodney Kidd; 29 березня 1972, м. Дугалд, Канада) — канадський хокеїст, воротар.    
Виступав за «Брендон-Віт Кнгс» (ЗХЛ), «Спокен Чіфс» (АХЛ), «Калгарі Флеймс», «Солт-Лейк Голден-Іглс» (ІХЛ), «Кароліна Гаррікейнс», «Луїзвіль Пантерс» (АХЛ), «Флорида Пантерс», «Торонто Мейпл-Ліфс», «Сент-Джон Мейпл-Ліфс» (АХЛ), ХК «Еребру», «Ганновер Скорпіонс».
В чемпіонатах НХЛ — 387 матчів, у турнірах Кубка Стенлі — 10 матчів.
У складі національної збірної Канади учасник зимових Олімпійських ігор 1992 (1 матч); учасник чемпіонату світу 1992 (0 матчів). У складі молодіжної збірної Канади учасник чемпіонатів світу 1990, 1991 і 1992.
Досягнення
- Срібний призер зимових Олімпійських ігор (1992)
- Переможець молодіжного чемпіонату світу (1990, 1991)
- Чемпіон ЗХЛ (1991)
- Володар Меморіального кубка (1990)

Нагороди
- Трофей Дела Вілсона (1990)
- Воротар року КХЛ (1990)